# Bearforce 1
Bearforce 1 er et dancemusic boyband fra Holland. Deres single "Bearforce 1" blev # 20 på LOGO TV's seneste Ultimate Queer Video Countdown . De har også udgivet andre singler, hvoraf mange er medleys, og er tilgængelige online.
Singlen Bearforce 1 er også populær blandt mange bloggere..
Bearforce 1 blev genforenet i 2015, og udgav i den forbindelse deres ny single "Action Man", som er tilgængelig på deres YouTube channel Bearforce1

## Medlemmer
- Robert Brown (2006-2009)
- Yuri (2006-2009)
- Peter Gerrist (2008-2009)
- Konstantinos Zouganelis (2008-2009)

Tidligere medlemmer
- Ian Turnel (2006-2008)
- Peter Johanson (2006-2008)
- Eddi (2007-2008)

De har udgivet singlerne Bear force one, Shake That Thing, og Christmas is here

## Diskografi
Singler
- 2007: "Bearforce 1"
- 2007: "Christmas Is Here" (reached #28 in Dutch Singles Chart)
- 2008: "Shake That Thing"
- 2014: "Action Man"